# استیمبوت بیل جونیور
استیمبوت بیل جونیور (انگلیسی: Steamboat Bill Jr) یک فیلم کمدی صامت به کارگردانی چارلز ریسنر است که در سال ۱۹۲۸ منتشر شد. از بازیگران آن می‌توان به باستر کیتون و جو کیتون اشاره کرد.
لازم است ذکر شود که عنوان فیلم در واقع نامِ یکی از شخصیت‌های فیلم است و طبعاً هیچ ربطی به کشتی بخار و غیره ندارد و چون نام خاص است، نباید ترجمه شود.